# 秋山木工
有限会社 秋山木工（あきやまもっこう）は、神奈川県横浜市都筑区にある家具制作会社。オーダーメイドの家具を製作しており、迎賓館や国会議事堂、宮内庁などでも採用されている。「現代の丁稚制度」と呼ばれる独特な社員研修制度で知られる。

## 沿革
- 1971年 - 株式会社三越製作所勤務の3人が独立し、川崎市宮前区鷺沼に有限会社秋山木工を設立。
- 1977年 - 職人を独立させ、秋山木工グループとして有限会社昼川木工、有限会社塚原木工を設立。新入社員研修制度を設け、家具職人の養成を始める。
- 1980年 - 有限会社腰原塗装、有限会社白坂木工、有限会社ホテルファニチュアーを設立。
- 1982年 - 有限会社職人堅木を設立。
- 1983年 - 有限会社篠崎木工を設立。
- 1985年 - 有限会社つくし野職人堅木、株式会社秋山商事を設立。
- 1989年 - 有限会社ファニチャーカタオカを設立。
- 1992年 - 有限会社田口工房を設立。
- 1994年 - 有限会社秋山木工　通信事業部を設立。
- 1998年 - 横浜市荏田東町に本社、4ヶ所の製作工場、1ヶ所の塗装工場を集約。
- 2005年
  - 株式会社秋山商事を名義変更し、株式会社木風心風堂とする。
- 2010年
  - 一般社団法人秋山学校を設立。

## 社員研修
「徒弟制度」と呼ばれる社員研修制度を導入している。まずは「1年間の丁稚見習いコース」を学び、その後「丁稚」と呼ばれる家具職人見習いとして採用される。丁稚の期間は朝5時に起床し朝食の支度をし、朝食の前に1.5キロのマラソンを行う。夕食後も自主練習やレポート作成等を行い、食事時間以外は休憩は無い。そのほか入寮10日以内に男女とも丸坊主にされ、恋愛禁止・携帯電話禁止である。まともな休みは盆と正月の10日間だけである。それ以外は家族との面会・電話は許されず、手紙のみが可能。このような研修制度を導入している理由は、社長の秋山が16歳で大阪の家具会社へ入社し、7年間丁稚修行を送った際、このときの集団生活こそが職人として必要な人間性や技術などを教えてくれたと考えているからである。ただし、2022年9月現在、丸刈り及び携帯電話禁止については規則の見直しに伴い廃止されたと秋山木工では説明している。